# Li Weihan
Li Weihan (né le 2 juin 1896, mort le 11 août 1984) était un homme politique chinois membre du Parti communiste chinois.

## Biographie
Li Weihan fut le premier directeur du centre de formation du Comité central du Parti communiste chinois, le plus important centre de formation pour Parti des travailleurs et des dirigeants.
Li Weihan parti avec le Mouvement Travail-Études qui aidait de jeunes chinois à venir étudier en France. D'autres dirigeants chinois comme Zhou Enlai, Deng Xiaoping, Chen Yi, Li Lisan, Zhao Shiyan, Cai Hesen profitèrent de ces études à l'étranger. Jusqu'en 1927, c'est 4 000 jeunes chinois qui viendront étudier et travailler en France.
Il est membre du 5e Politburo du Parti communiste chinois.